# Gouvernement Jakobsdóttir I
République d'Islande
Benediktsson Jakobsdóttir II
Le gouvernement Jakobsdóttir I (en islandais : Fyrsta ráðuneyti Katrínar Jakobsdóttur) est le gouvernement de la république d'Islande entre le 30 novembre 2017 et le 28 novembre 2021, sous la 50e législature de l'Althing.
Il est dirigé par l'écosocialiste Katrín Jakobsdóttir, arrivée deuxième des élections législatives anticipées. Il succède au gouvernement du conservateur Bjarni Benediktsson.

## Historique du mandat
Ce gouvernement est dirigé par la nouvelle Première ministre Katrín Jakobsdóttir. Il est constitué et soutenu par une coalition entre le Parti de l'indépendance (Sja), le Mouvement des verts et de gauche (Vg) et le Parti du progrès (Fram). Ensemble, ils disposent de 35 députés sur 63, soit 55,6 % des sièges de l'Althing.
Il est formé à la suite des élections législatives anticipées du 28 octobre 2017.
Il succède donc au gouvernement du conservateur Bjarni Benediktsson, constitué et soutenu par une coalition entre le Parti de l'indépendance, le Parti de la réforme (Við) et Avenir radieux (BF).

### Formation
Au cours du scrutin parlementaire, le Parti de l'indépendance conserve son statut de premier parti islandais, mais le scrutin est marqué dans son ensemble par la victoire des partis de gauche, qui s'assurent le contrôle de l'exacte majorité absolue des sièges de l'Althing, le Mouvement des verts et de gauche occupant la place de première force de ce bloc.
Le 2 novembre suivant, le président de la République Guðni Th. Jóhannesson charge Katrín Jakobsdóttir de former le prochain gouvernement, après avoir consulté les dirigeants des huit partis représentés au Parlement et avoir constaté les mauvais résultats des partis de droite au cours du scrutin. Après l'échec de ses discussions à quatre avec l'Alliance (Sam), le Parti du progrès et le Parti pirate (Pír), elle entreprend le 13 novembre une négociation tripartite avec le Parti de l'indépendance et le Parti du progrès.
Les trois formations, une de gauche, une centriste et une de droite, annoncent le 30 novembre avoir formé un gouvernement conjoint où siègera notamment le prédécesseur de Katrín Jakobsdóttir, Bjarni Benediktsson, et au sein duquel le Parti de l'indépendance contrôlera tous les ministères régaliens, tandis que le Mouvement des verts et de gauche détiendra deux portefeuilles.

### Succession
À la suite des élections législatives islandaises de 2021, la coalition sortante est finalement confortée par ce scrutin. C'est la première fois depuis 2008 qu'une élection ne sanctionne pas un gouvernement, même si le Mouvement de gauche et des verts connait un net recul, et voit la position de cette dernière compromise en cas de renouvellement de la coalition. Grand gagnant du scrutin, le Parti du progrès progresse en revanche et devient la deuxième formation politique du pays.
Trois jours après la tenue du scrutin, les partis formant le gouvernement sortant annoncent ouvrir des discussions pour la reconduction de leur entente. Le 28 novembre, la coalition sortante annonce sa reconduction sous l'autorité de Katrín Jakobsdóttir, qui forme ainsi son second cabinet.

## Composition
- Par rapport au gouvernement Benediktsson, les nouveaux ministres sont indiqués en gras, ceux ayant changé d'attributions le sont en italique.

| Fonction | Titulaire | Titulaire | Parti |
| --- | --------- | --- | ----- |
| Première ministre |           | Katrín Jakobsdóttir | Vg    |
| Ministre des Finances et des Affaires économiques                                                                     |           | Bjarni Benediktsson | Sja   |
| Ministre de la Santé                                                                                                  |           | Svandís Svavarsdóttir | Vg    |
| Ministre des Affaires sociales et de l'Égalité des genres Ministre des Affaires sociales et de l'Enfance (01/01/2019) |           | Ásmundur Einar Daðason | Fram  |
| Ministre de la Pêche et de l'Agriculture                                                                              |           | Kristján Þór Júlíusson | Sja   |
| Ministre du Tourisme, de l'Industrie et de l'Innovation                                                               |           | Þórdís Kolbrún Reykfjörð Gylfadóttir | Sja   |
| Ministre de l'Éducation et de la Culture                                                                              |           | Lilja Dögg Alfreðsdóttir | Fram  |
| Ministre des Affaires étrangères                                                                                      |           | Guðlaugur Þór Þórðarson | Sja   |
| Ministre des Transports et des Affaires locales                                                                       |           | Sigurður Ingi Jóhannsson | Fram  |
| Ministre de la Justice                                                                                                |           | Sigríður Ásthildur Andersen (jusqu'au 14/03/2019) Þórdís Kolbrún R. Gylfadóttir a.i. (jusqu'au 06/09/2019) Áslaug Arna Sigurbjörnsdóttir | Sja   |
| Ministre de l'Environnement et des Ressources naturelles                                                              |           | Guðmundur Ingi Guðbrandsson | Vg    |